# Pétronille (reine d'Aragon)
Pour les articles homonymes, voir Pétronille.
Pétronille d'Aragon, née le 29 juin 1136 à Huesca, dans le royaume d'Aragon, et morte le 15 octobre 1173 dans le comté de Barcelone, est la fille du roi d'Aragon, Ramire II et de son épouse Agnès d'Aquitaine,.
Elle est reine d'Aragon à la mort de son père, en 1157, et comtesse de Barcelone à la mort de son époux, le comte Raimond-Bérenger IV, en 1162. Elle abdique de tous ses titres en faveur de son fils, Alphonse, le 18 juillet 1164.

## Biographie

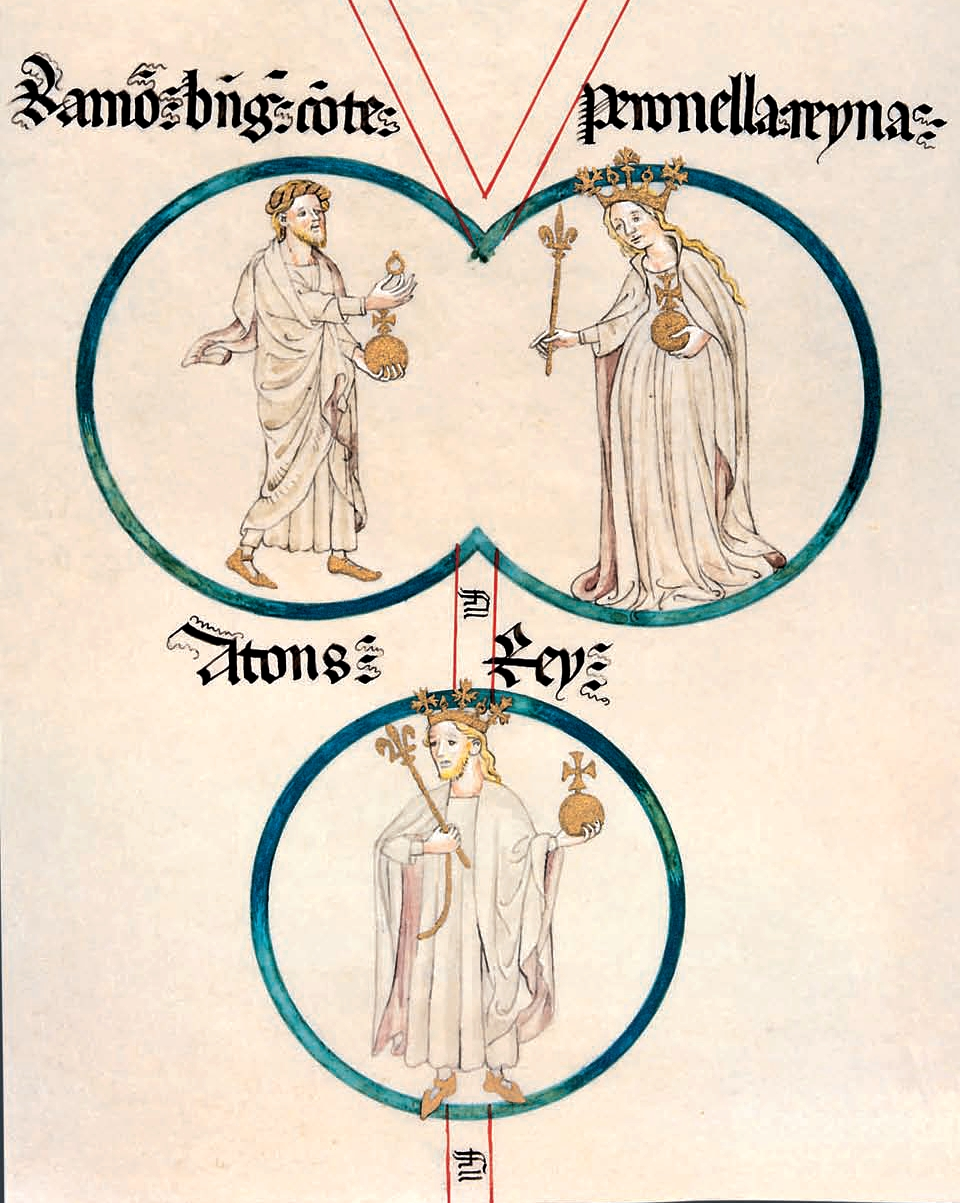
Pétronille dans la Généalogie des rois d'Aragon de Poblet (1400). Pétronille (peronella:reyna) est représentée avec les attributs royaux (couronne, sceptre), comme son fils,), et unie au comte qui lui offre l'anneau du mariage.

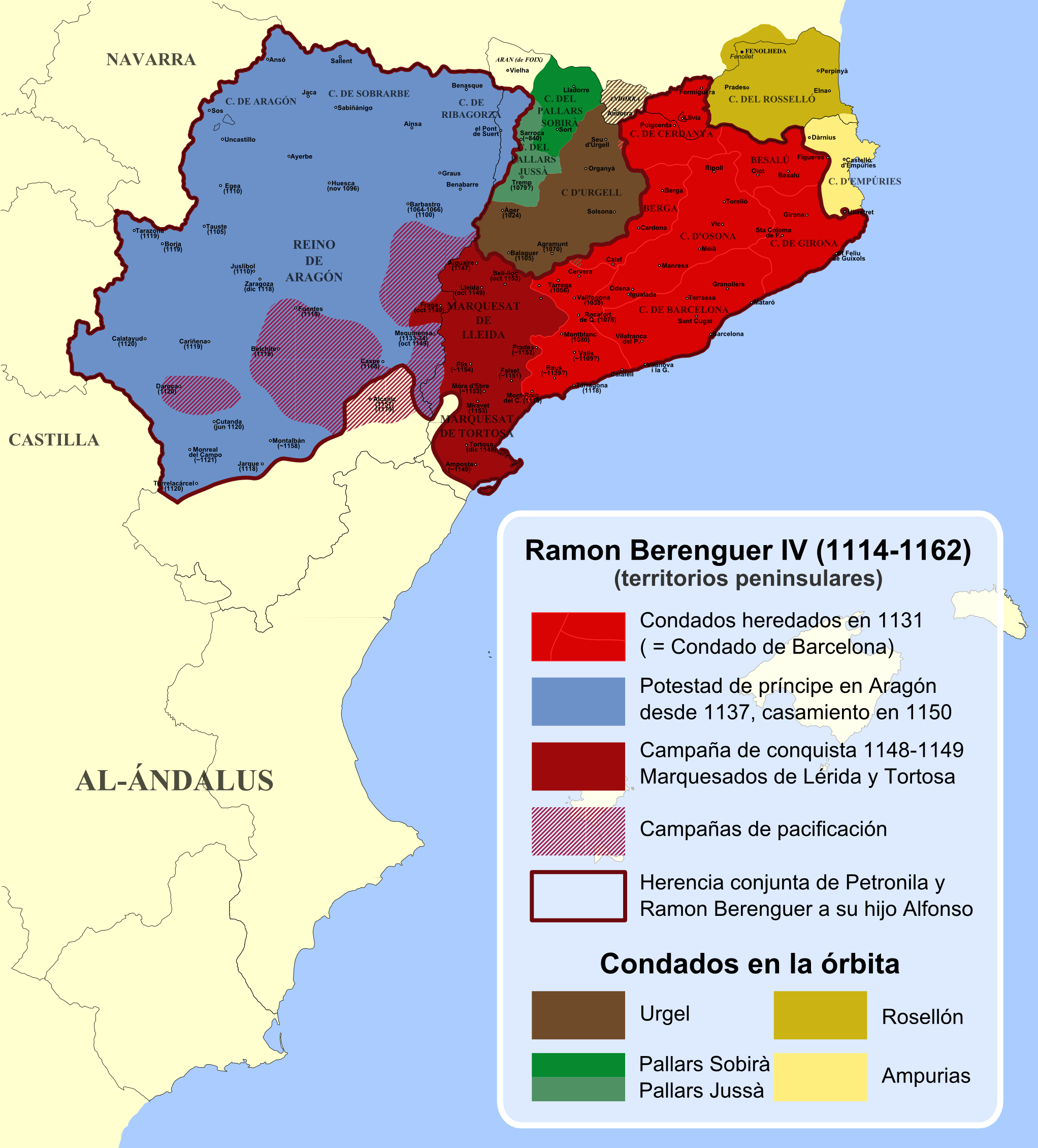
Domaines d'Aragon et de Barcelone réunis par le mariage de Pétronille et Raimond-Bérenger IV.

Alphonse Ier le Batailleur meurt sans héritier le 7 septembre 1134, après avoir été vaincu par les Almoravides à la bataille de Fraga. Quoique son testament spécifie que son royaume est légué à plusieurs ordres militaires religieux, son frère, Ramire, évêque de Barbastro, est élu roi d'Aragon par les nobles aragonais assemblés à Jaca.
Ramire II, surnommé « le Moine », épouse Agnès de Poitiers en 1135. De ce mariage naît Pétronille, le 29 juin 1136. Le roi projette d'abord de marier sa fille à Sanche, héritier du roi de Castille et conclut avec lui le traité d'Alagón, le 24 août 1136. Selon les termes de l'accord, Ramire II ne conserve une autorité nominale que sur le royaume de Saragosse, tandis qu'Alphonse VII de Castille est chargé d'administrer le royaume d'Aragon. Le but d'Alphonse VII est ainsi d'unir les couronnes de León, de Castille et d'Aragon. Cette alliance entre les rois de Castille et d'Aragon rencontre cependant l'opposition de la noblesse aragonaise et provoque la révolte de García V, qui entre en guerre contre la Castille.
Un an plus tard, le 11 août 1137, Ramire II et Raimond-Bérenger IV signent à Barbastro un accord matrimonial, qui promet la main de la jeune princesse au comte de Barcelone. Ramire II retrouve la vie monastique et se retire dans le monastère Saint-Pierre-le-Vieux de Huesca, conservant seulement le titre de roi, tandis qu'Agnès retourne en Aquitaine. Pétronille part pour la cour de Barcelone, où elle reçoit son éducation. Elle subit encore des pressions d'Alphonse VII de Castille, qui propose de l'épouser, ou du moins son fils, Sanche. Le mariage de Pétronille et de Raimond-Bérenger IV est célébré au mois d'août 1150, à Lérida, une fois que Pétronille a atteint l'âge de 14 ans.
En 1152, un premier fils, Pierre, vient au monde mais meurt avant l'âge de ses six ans. Au mois de mars 1157 naît à Huesca le premier fils survivant, Alphonse.

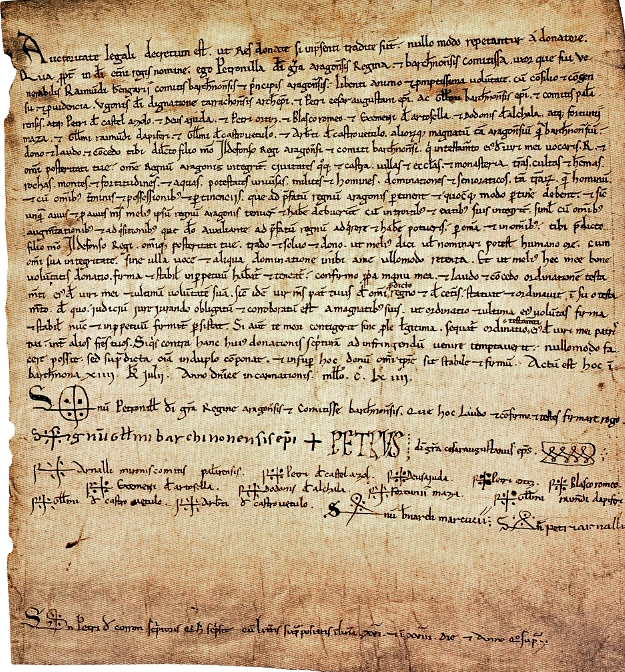
Pétronille, aragonensis regina et barchinonensis comitissa (reine d'Aragon et comtesse de Barcelone), abdique en faveur de son fils Alphonse regi aragonensi et comiti barchinonensi à Barcelone, le 18 juin 1164.

Après la mort de son mari en 1162, Pétronille conserve le pouvoir deux années, avant d'abdiquer de tous ses titres en faveur de son fils le 18 juillet 1164 ("Actum est hoc in Barchinona XIIII kalendas julii anno Dominice incarnationis M C LXIIII."). Elle ne se remarie pas et finit sa vie simplement. Elle meurt, sans doute à Barcelone, le 15 octobre 1173. Elle est enterrée dans la cathédrale Sainte-Croix de Barcelone.

## Descendance
Son unique époux fut le comte de Barcelone Raimond-Bérenger IV, de vingt ans son aîné, qu'elle épousa en août 1150 à Lérida. De cette union naissent plusieurs enfants :
- Pierre d'Aragon (1152-avant 1158) ;
- Alphonse II (1157-1195), roi d'Aragon et comte de Barcelone, qui épousa Mathilde de Portugal en 1174 ;
- Pierre d'Aragon (1158-1181), comte de Cerdagne, puis comte de Provence sous le nom de Raimond-Bérenger III ;
- Douce d'Aragon (1160-1198), qui épousa Sanche Ier ;
- Sanche de Roussillon (1161-1174), comte de Roussillon et de Cerdagne.